# 韋爾普拉格巴赫河

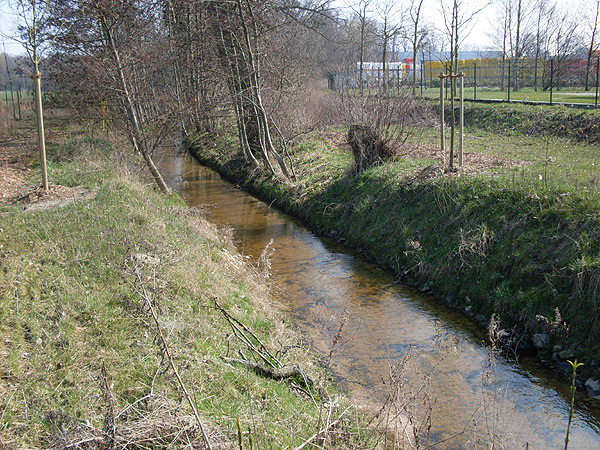

51°56′41.61″N 8°16′42.95″E / 51.9448917°N 8.2785972°E
韋爾普拉格巴赫河（德語：Welplagebach），是德國的河流，位於該國西部，處於北萊茵-威斯特法倫州，屬於盧特河的左支流，河道全長17公里，流域面積27平方公里。